# Scambio in controcorrente
Lo scambio in controcorrente è il meccanismo utilizzato per il trasferimento di una proprietà fisica (ad esempio calore, materia, o quantità di moto) tra due correnti materiali attraverso una membrana semipermeabile, una parete di materiale conduttivo o un'interfaccia di fasi.
Lo scambio in controcorrente si sfrutta spesso nel campo dell'ingegneria chimica, e viene preferito allo scambio in equicorrente perché presenta dei coefficienti di scambio maggiori.

## Controcorrente ed equicorrente

Confronto tra scambio in equicorrente e controcorrente.

Per capire meglio la differenza tra equicorrente e controcorrente possiamo fare uso della figura a lato, dove sono rappresentati due correnti fluide che viaggiano parallelamente una all'altra. Ogni sezione del tubo di flusso è contraddistinta da una tinta di colore differente; in blu è indicato il valore più basso della proprietà scambiata, in rosso è indicato il valore più alto, quindi il verso del trasferimento sarà dal fluido che presenta valore più alto della proprietà al fluido che presenta valore più basso, in accordo con il secondo principio della termodinamica.
Nel caso in cui i fluidi viaggino in direzioni opposte, il sistema in controcorrente riesce a mantenere un gradiente quasi costante tra i due fluidi per tutta la lunghezza del percorso; questa condizione è tanto più vera quanto più la superficie di scambio è estesa e quanto più è bassa la velocità dei fluidi. Inoltre perché questa condizione si verifichi i due fluidi devono essere in un certo senso "simili". Se ad esempio consideriamo il trasferimento di massa di una certa quantità di soluto per quantità unitaria di solvente, e non per quantità unitaria di soluzione (ad esempio utilizzando la molalità per le misurazioni di concentrazione), perché i due fluidi siano "simili" la velocità del solvente nelle due correnti deve essere identica. Nel caso del trasferimento di calore la condizione di "similarità" tra le due correnti corrisponde all'eguaglianza del prodotto del calore specifico ponderale (mediato nel range di temperature considerato) e della portata massica.
Nel caso dell'equicorrente i due fluidi viaggiano lungo la stessa direzione e il gradiente è variabile lungo il percorso delle due correnti. Rispetto al caso della controcorrente, il cui limite teorico (per una lunghezza del tubo infinita) del trasferimento della proprietà considerata è del 100%, nel caso dell'equicorrente si ha uno scambio massimo del 50%. Il trasferimento della proprietà è in questo caso limitato dal fatto che si è raggiunta una condizione di equilibrio; dal punto in cui si è raggiunto l'equilibrio in poi non si avrà più trasferimento (ovvero il gradiente è nullo).

## Lo scambio in controcorrente nei sistemi biologici

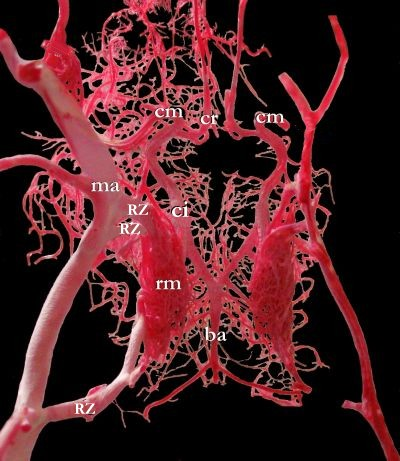
Rete mirabile (RM).

Lo scambio in controcorrente è utilizzato spesso dai sistemi biologici. Ad esempio i pesci utilizzano le loro branchie per trasferire l'ossigeno dell'acqua circostante nel loro sangue utilizzando un meccanismo in controcorrente.
Lo scambio di calore in controcorrente è un meccanismo altamente efficiente per minimizzare la perdita di calore dalla superficie dell'epidermide, poiché il calore viene riciclato anziché essere dissipato. In questa maniera l'azione di pompaggio del cuore per il mantenimento di una temperatura corporea costante viene ad essere alleggerita (sono necessarie pulsazioni cardiache meno frequenti).
Il meccanismo di scambio di calore in controcorrente è utilizzato dai delfini e dalle tartarughe liuto (Dermochelys coriacea) per acclimatarsi nelle acque fredde.
A questo meccanismo di scambio di calore in controcorrente può essere associata la cosiddetta rete mirabile.